# Mesteceni
Mesteceni – wieś w Rumunii, w okręgu Suczawa, w gminie Vadu Moldovei. W 2011 roku liczyła 186 mieszkańców. 